# Tenuipalpoides sebakwensis
Tenuipalpoides sebakwensis är en spindeldjursart som beskrevs av Meyer 1974. Tenuipalpoides sebakwensis ingår i släktet Tenuipalpoides och familjen Tetranychidae. Inga underarter finns listade i Catalogue of Life.